# Holsjön
Holsjön är en sjö i Svenljunga kommun i Västergötland och ingår i Viskans huvudavrinningsområde. Sjön är 22,5 meter djup, har en yta på 5,41 kvadratkilometer och befinner sig 147 meter över havet. Sjön avvattnas av vattendraget Slottsån (Torestorpsån). Sjön har en längd av cirka 5,5 km och avrinner västerut till Viskan. Länsväg 154 Falkenberg-Borås följer den östra stranden, som i tätorten Holsljunga har en frekventerad badstrand.
Holsljunga kallades 1366 Hulsaliungga. Förleden innehåller sjönamnet Hulsio, vilket avser Holsjön och anses betyda Hålsjön. Efterleden kommer av ljunghed eller liknande.

## Delavrinningsområde
Holsjön ingår i delavrinningsområde (637012-132932) som SMHI kallar för Utloppet av Holsjön. Medelhöjden är 179 meter över havet och ytan är 47,97 kvadratkilometer. Det finns ett avrinningsområde uppströms, och räknas det in blir den ackumulerade arean 70,69 kvadratkilometer. Slottsån (Torestorpsån) som avvattnar avrinningsområdet har biflödesordning 2, vilket innebär att vattnet flödar genom totalt 2 vattendrag innan det når havet efter 81 kilometer. Avrinningsområdet består mestadels av skog (63 %). Avrinningsområdet har 6,61 kvadratkilometer vattenytor vilket ger det en sjöprocent på 13,8 %. Bebyggelsen i området täcker en yta av 0,5 kvadratkilometer eller 1 % av avrinningsområdet.